# Чал
Чал (туркм. çal, узб. chal) або шубат (каз. шұбат, МФА: [ɕʊˈbɑt]) — середньоазійський молочнокислий продукт (кумис), виготовлений з верблюжого молока. Поширений в середньоазійських державах. В Казахстані його називають шубат, в Туркменії — чал.. Отримують в результаті не тільки молочно-кислого, але і дріжджового бродіння. Попутно з чалом (або, як його ще називають, «дуе-чалом») в процесі його приготування отримують також «агаран» (або «ак-айран»), який можна окреслити як жирну фракцію чала, і «туриш-чал» — гостру, рідку сироватку від чала.

## Приготування чала
Чал готують кількома способами: за допомогою спеціальної закваски або її замінників, за допомогою старого чала або з поєднання чала з водою і, нарешті, за допомогою чистих культур молочнокислих бактерій.
- 1. Приготування спеціальної закваски, званої «гор», складно і довго, тому в більшості випадків новий чал отримують, використовуючи як закваску чал попереднього дня. Якщо ж такого немає, то як первинну закваску можна використовувати катик, в тому числі з коров'ячого та овечого (козячого) молока. Але в цьому випадку в перший раз чал виходить нижчої якості, слабо газований, і тільки після трьох-чотирьох переквашувань він «вирівнюється», набуває всі властивості, типові для справжнього чала.

- 2. Самий звичайний спосіб приготування чала наступний. Обов'язково парне верблюдяче молоко, що зберігає досить високу вихідну температуру (понад 37-40 °C), проціджують крізь подвійний-потрійний шар марлі, і якщо воно при цьому не остудилось, то очікують, щоб температура його впала до 30 °C, максимум до 32 °C. У цей час готують закваску-чал, який повинен становити від чверті до третини обсягу парного молока, призначеного для отримання чала. Закваску-чал ретельно розмішують і ллють на неї, зазвичай у великій глиняний глечик на 6-10 л, проціджене і осаджене парне молоко, яке знову старанно перемішують з закваскою протягом 10 хв і навіть більше. Після цього прикритий марлею глечик ставлять у тінь, де температура не менше 25-30оС, або підтримують таку температуру в глечику, укутуючи його в холодну пору року. Вже через півгодини на поверхні майбутнього чала з'являється поквашена шапка більш жирних і легких фракцій — «агаран». Її можна зняти і використовувати як сметану. Після цього квашення чала триває при безперервному підтримуванні температури на рівні 30 °C. Через 6-8 год набуває специфічні властивості повноцінного чала.

У процесі сквашування, особливо після перших чотирьох годин, майбутній чал весь час (кілька разів на добу) вимішують, не даючи утворитися крупним пластівцям і скупчень згустку. Найчастіше вимішування збігається з додаванням в сквашений первинний чал (після перших чотирьох-шести годин) нових порцій парного верблюдячого молока (оскільки верблюдиць доять 4 рази н день, нове молоко додають не менше 4-5 разів на добу). Через 10 год після утворення чала, температуру його подальшого утримання слід знизити до 20-25 °C і підтримувати її на цьому рівні ще 8-10 г. На другу добу чал вже слід зберігати при 5-10 °C. При такій температурі можна зберегти чал до 3-4 днів, але зазвичай в Туркменістані прагнуть використовувати чал протягом доби, інакше він стає різким, неприємним, несмачним (кислотність збільшується, газованість зменшується).
Періодичне зняття агарана, а також часте перемішування чала дають однорідний за консистенцією напій і все ж можливе розшарування чала на верхню, більш густу, жирну частину і нижню, більш рідку, схожу на сироватку, звану «туриш-чал». Це зазвичай пов'язано з нерівністю температури, великими перервами в розмішуванні і іншими порушеннями правил приготування.
- 3. Оскільки чал як напій призначений насамперед для втамування спраги, його часто готують з водою. Такий чал іноді виходить навіть більш однорідним ніж чал без води. У цьому випадку до парного теплого верблюдячого молока після його проціджування додають підігріту до 30-32 °C воду в пропорції 1:1, вимішують цю суміш, а потім додають закваску, обов'язково в розмірі 1/3 від загального обсягу суміші води та молока. Подальше приготування йде за вище описаною схемою.